# Representació LGTBIQ+ a les arts
En parlar de representació LGTBIQ+ a les arts es fa referència a la presència de personatges o històries relacionades amb aquest col·lectiu en diferents disciplines artístiques al llarg de la història. Hi ha hagut representació LGTBIQ+ des de temps antics, com la poeta grega Safo, que era obertament lesbiana i escrivia poemes a les seves amants, o el emperador romà Elagàbal, que era transgènere, o Felip de França, duc d'Orleans (germà petit del rei Lluís XIV) que era obertament gai. No obstant, la representació de la comunitat LGTBIQ+ ha anat canviant i ha estat amagada o invisibilitzada en diferents moments de la història, depenent de la cultura i la moral de cada època. En relació amb la representació en els mitjans de comunicació, la comunitat LGTBIQ+ ha estat amagada o invisibilitzada durant molt de temps.

## Literatura
A la literatura hi ha hagut més llibertat. En algunes novel·les, ja del segle xix o de segles anteriors, podem trobar alguns personatges o actes LGBT que podrien significar una representació de la comunitat.
- Carmilla (1872) de Joseph Sheridan Le Fanu
- The Song of Billis (1890) de Pierre Louÿs
- El retrat de Dorian Gray (1890) d'Oscar Wilde
- El despertar de la primavera (1891) de Benjamin Frank Wedekind
- Man into Woman (1933) de Niels Hoyer
- I molta literatura d'avantguarda de Gertrude Stein i Barbara Hammer.[8][9][10]

## Pintura i escultura

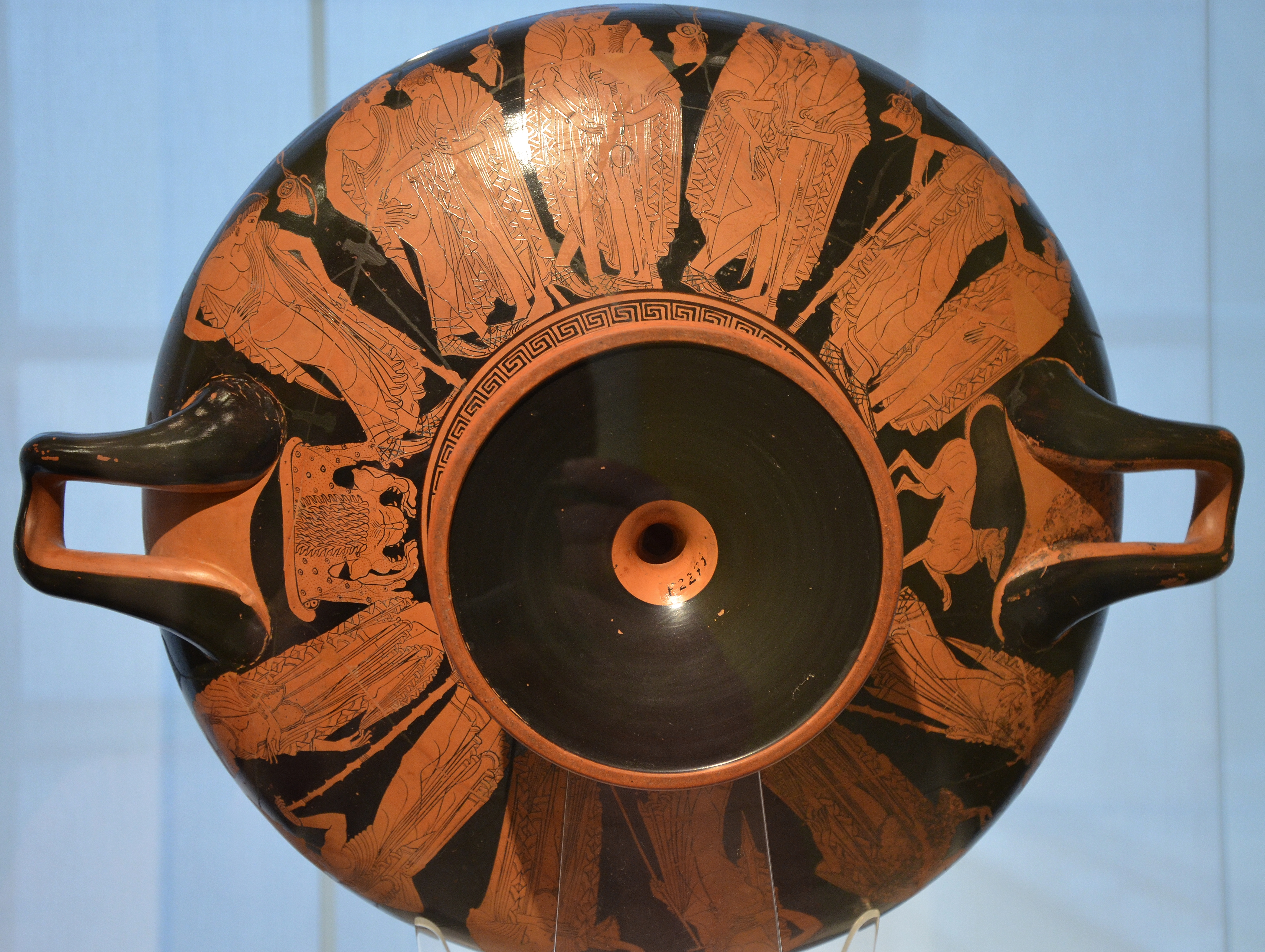
Copa Peithinos (525-475 aC).

Des de l'art grec antic, s'ha representat l'homosexualitat I la transidentitat. En aquell moment, l'homosexualitat era principalment entre homes (tot i que la paraula en si no existia) i es veia naturalment: Copa Peithinos (525-475 aC).
Quan el cristianisme i altres religions es van apoderar del món occidental, la representació de la comunitat LGTBIQ+ va passar a ser negativa i, molts cops, tràgica.
Al segle xix representar dones nues juntes es va convertir en quelcom amb millor acceptació social (estava més permès) i, fins i tot, era catalogat com a eròtic. Algunes de leș obres més representatives són: Le Sommeil (1866) de Gustave Courbet, El bany turc (1862) de Dominique Ingres i l'escultura Dones condemnes (1885) d'Auguste Rodin.

## Òpera, teatre i musicals
A l'òpera, la primera representació d'un personatge o situació LGBTIQ+ podria ser la comtessa Geschwitz a Lulu (1937) d'Alban Berg. Però caldria esperar fins al 1970 amb The Knot Garden de Michael Tippett per poder veure una història LGBTIQ+ real i clara.
Des dels inicis del teatre en l'antiguitat, aquesta forma d'art ha estat una gran finestra a la història i a la nostra societat. Però fins al segle xx, era gairebé impossible trobar algun tipus de representació LGBTIQ+. L'any 1926 Édouard Bourdet va crear i presentar a Broadway The Captive, una de les primeres obres de teatre que representava una història gai, en particular una trama lèsbica. The Drag (1927) de Mae West fou una altra mostra de representació LGBTIQ+, en concret de representació drag. En aquells moments hi havia grans restriccions que impossibilitaven la creació i mostra de trames i personatges LGTBIQ+. No seria fins als anys cinquanta quan això es podria dur a terme.
A mitjan segle xx, les restriccions es van fer més liberals i van tornar les històries de la comunitat. Te i simpatia (1953) de Robert Anderson, The Boys in the Band (1968) de Mart Crowly, The Normal Heart (1985) de Larry Kramer, Angels in America: A Gay Fantasia on National Themes (1993) de Tony Kushner... Algunes companyies de teatre com The Other Side of Silence (1974) van sorgir com un espai creatiu segur. Actualment, la gran majoria de creacions de teatre modern impliquen algun tipus de representació LGBTIQ+.
Pel que fa al teatre musical, la representació de personatges i històries LGBTIQ+ va ser gairebé inexistent fins a l'aparició de l'obra de teatre "The Captive" a finals dels anys vint. Fins als anys setanta i vuitanta no es tornarien a fer obres amb una imatge més realista de la comunitat. Això es deuria a les lleis d'obscenitat implantades en anys anteriors. A partir dels setanta comencen a originar-se diferents obres, entre les quals destaquen:
- Applause (1970) d'Adolph Green i Betty Comden
- A Chorus Line (1975) de James Kirkwood i Nicholas Dante
- La Cage aux folles (1983) de Harvey Fierstein i Jerry Herman, que va ser el primer musical protagonitzat per una parella d'homes gais

La Cage aux folles (1983) va servir com a punt de partida per a musicals posteriors: Falsettos (1992) de James Lapine i William Finn, Rent (1996) de Jonathan Larson, Bare: A Pop Opera (2000) de Damon Intrabarolo, El color púrpura (2005) de Marsha Norman, Kinky Boots (2013) de Harvey Fierstein, Hedwig and the Angry Inch (2014) de John Cameron Mitchell o Fun Home (2015) de Lisa Kron, etc.

## Cinema i televisió
Juntament amb les altres formes d'art, la televisió i el cinema també tenen un paper important pel que fa a la representació. La representació LGBTIQ+ a la pantalla ha canviat al llarg de les dècades.
Des de l'inici del cinema i la realització cinematogràfica a finals del segle xix, ja es van crear històries LGBTIQ+ per a la pantalla. Dickson Experimental Sound Film (1894) de William Kennedy Dickson és el primer retrat audiovisual (pel·lícula de 17 segons) de dos homes junts. En aquell moment fou un gran xoc per al públic. Entre d'altres, Charles Chaplin ha estat vist com un director pioner en la creació de personatges i històries LGBTIQ+, però el cert és que en totes les seves pel·lícules els gais s'encarnen dins de la comèdia i el riure.
L'any 1919, la pel·lícula alemanya muda Anders als die Anderende Richard Oswald va ser el primer llargmetratge amb representació LGBTIQ+. Fins a mitjan dècada de 1930 era usual alguna mena de mostra de la comunitat (per petita que fos) en pel·lícules populars com:
- Manslaughter (1922) de Cecil B.DeMille
- Salomé (1922) de Charles Bryant
- Wings (1927) de William A Wellman i Harry d'Abbadie d'Arrast. Aquesta pel·lícula va ser la primera a mostrar un peto fet per dues persones del mateix sexe a la pantalla.[17]
- Pandora's Box (1929) de Georg Wilhelm Pabst
- Morocco (1930) de Josef von Sternberg
- Mädchen in Uniform (1931) de Leontine Sagan
- Queen Christina (1933) de Rouben Mamoulian

Però l'any 1936 Hollywood va imposar restriccions sobre el que les imatges podien mostrar, fent gairebé impossible la representació de persones homosexuals, persones transsexuals i drag queens durant les dècades vinents. En aquest moment, és quan va començar la codificació queer i els finals devastadors.
La prohibició de representació queer es va aixecar l'any 1968 (final del Codi Hays) amb la primera escena de sexe lèsbic a la pantalla a The Killing of Sister George (1968) de Robert Aldrich, facilitant als cineastes la creació d'històries LGBTIQ+ saludables i reals, com ara The Boys in the Band (1970) de William Friedkin, Tarda negra (1975) de Sydney Lumet, Making Love (1982) de Barry Sandler i Desert Hearts (1885) de Donna Deitch.
A la dècada dels noranta, B.Ruby Rich va crear el concepte/segell New Queer Cinema per referir-se a tots els nous cineastes queer que retrataven les sexualitats fluides i que feien pel·lícules on les històries LGBTIQ+ eren corrents.
- Filadèlfia (1993) de Jonathan Demme
- Boys Don't Cry (1999) de Kimberly Peirce
- Todo sobre mi madre (1999) de Pedro Almodóvar. Guanyador de l'Oscar a la millor pel·lícula de parla no anglesa.
- Brokeback Mountain (2005) d'Ang Lee
- Els nois estan bé (2010) de Lisa Cholodenko. Primera pel·lícula LGBTIQ+ nominada a l'Oscar a la millor pel·lícula
- Moonlight (2017) de Barry Jenkins. Guanyadora de tres Oscars, un d'ells a la millor pel·lícula, convertint-se així en la primera trama de persones negres LGBTIQ+ que la guanya.[18]

En els darrers anys la representació LGBTIQ+ ha augmentat al cinema i als programes de televisió. De fet, el 2019 es va fer un rècord de representació amb pel·lícules com Booksmart d'Olivia Wilde, Retrat d'una dona en flames de Céline Sciamma, Rocketman de Dexter Fletcher... i sèries com Pose de Ryan Murphy, Tales of the City de Lauren Morelli o RuPaul's Drag Race.
Tot i que sembla que avui dia la representació queer és molt alta i és habitual trobar algun tipus de personatge o història LGBTIQ+ en pel·lícules i sèries, un estudi d'inclusió realitzat per Nielsen mostra que el 2020 només el 7,5% (a la televisió per cable), el 5,0% (emissió) i el 8,3% (subscripció) eren pel·lícules o sèries amb representació LGBTIQ+. Aquesta xifra empitjora per a la representació d'històries de persones negres o d'aquelles ètnies no caucàsiques.